# 池田乾
池田 乾（5月28日—），是日本漫画家。女性。作品主要發表於新書館的BL系的雑誌上。

## 作品
- 奮戰吧！賽巴斯汀、8冊待續、原名《戦う!セバスチャン（日语：戦う!セバスチャン）》
- 花屋守門人、4冊待續、原名

## 外部連結
- （日語）http://outermission.cocolog-nifty.com/blog/ （页面存档备份，存于）（池田乾的blog）